# (Kick Back for the) Rave Alarm
(Kick Back for the) Rave Alarm is een single van de Belgische artiest Praga Khan. De zanger J.J. zingt in het nummer.

## Tracklijkt
- 12"

1. Kickback for the Rave Alarm (Rap Remix) - 5:22
2. Rave Alarm (Original) - 5:14

- 7"

1. Kick Back for the Rave Alarm (Rap Remix) - 3:44
2. Rave Alarm (Underground Mix) - 3:44